# キングストン (オンタリオ州)

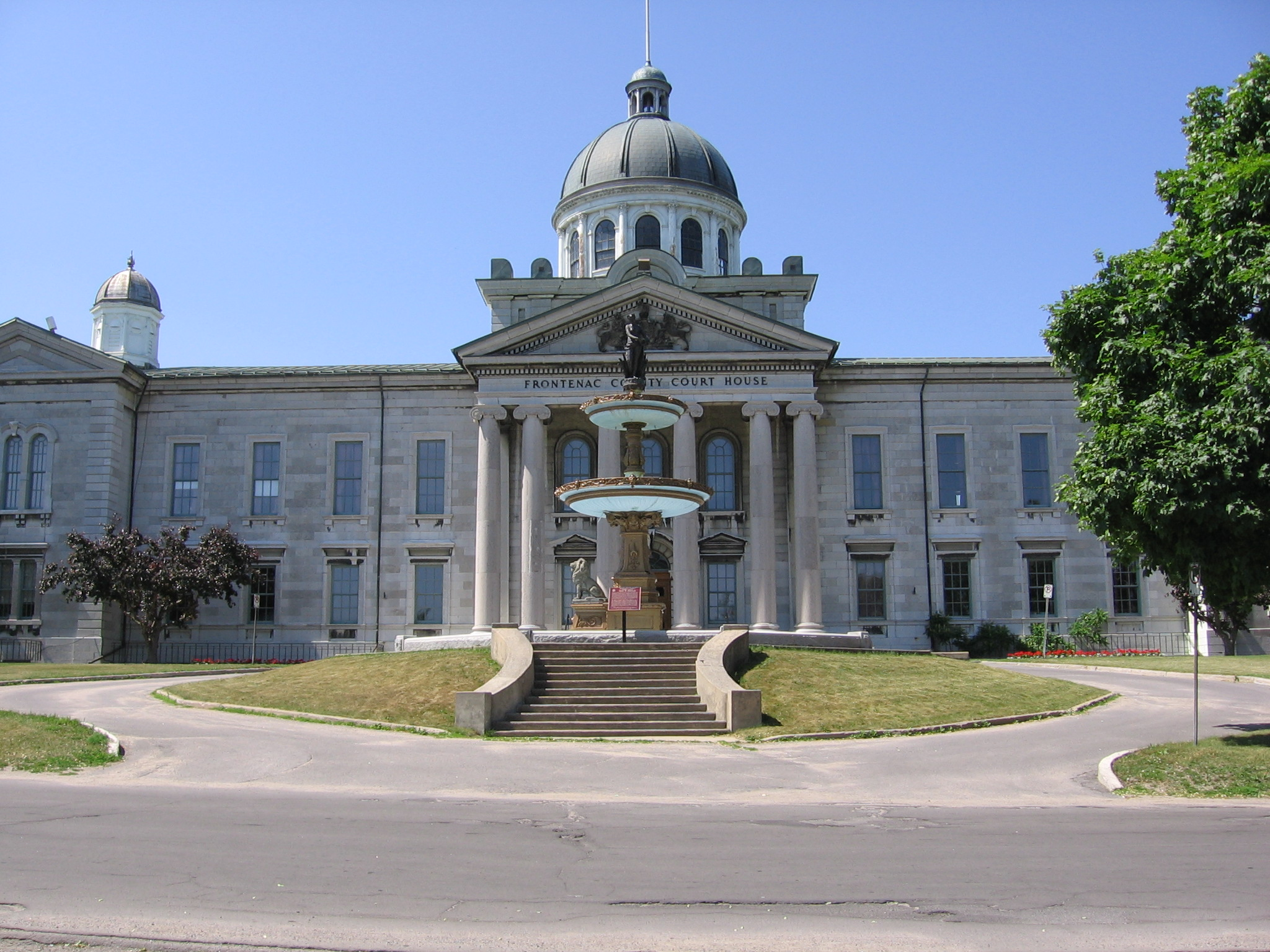
フロンテナック郡裁判所

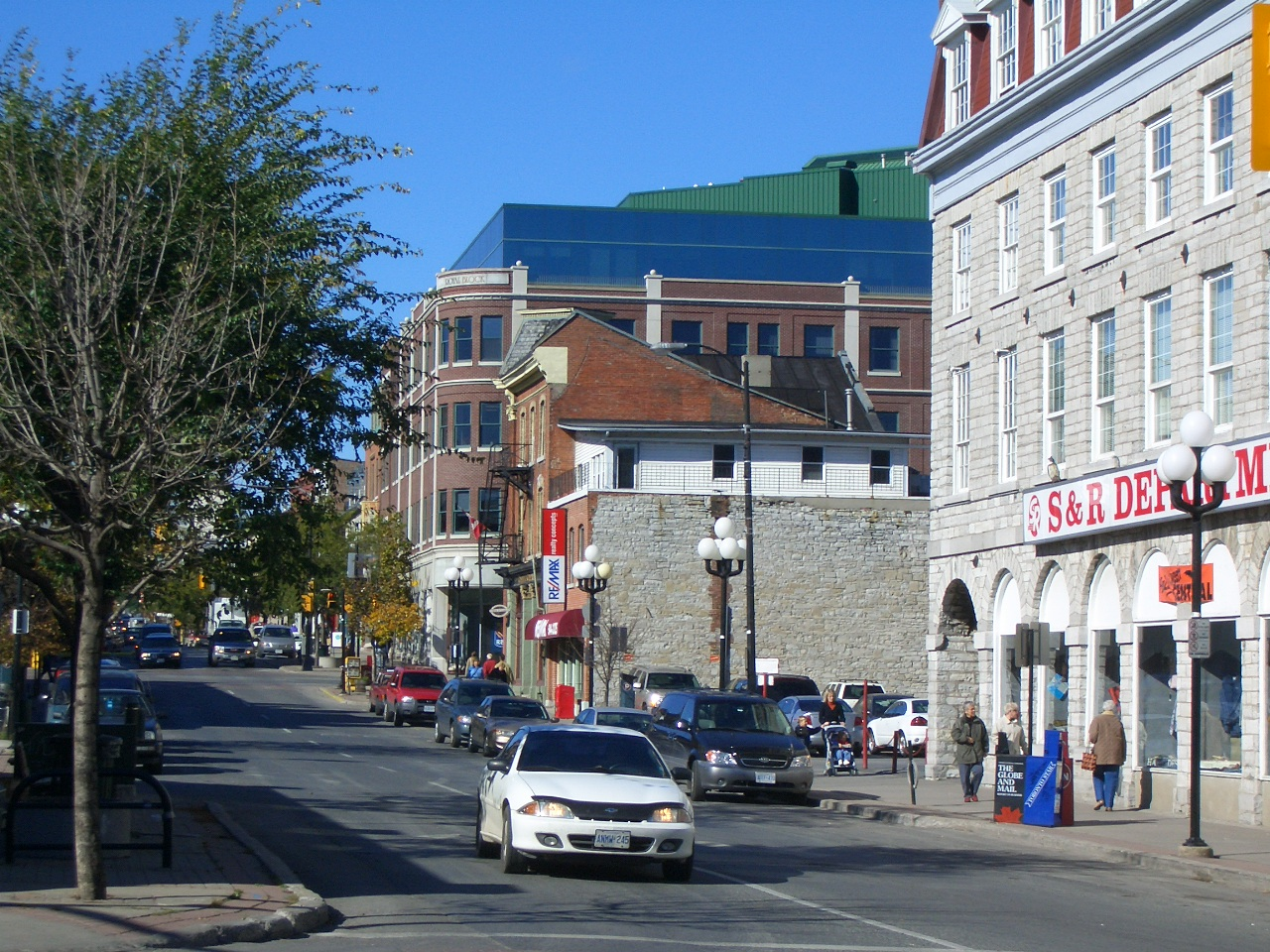
キングストン市街

キングストン（英: Kingston）は、カナダのオンタリオ州南東部の都市。オンタリオ湖の北岸、セントローレンス川とリドー運河の起点に位置する。サウザンドアイランズが始まる起点でもあり、周遊クルーズの起点としても知られる。ライムストーン（石灰岩）を使った建物が多くあることから「ライムストーン・シティ」（Limestone City）とも呼ばれる。

## 歴史
この地域には古くから、先住民族のミシサガ族の一派である、カタラクィ族（Katerokwi、Cataraqui）が居住していた。1673年にフランス人総督フロンテナックによって、毛皮交易所及び要塞（「フォート・フロンテナック（Fort Frontenac）」）が開かれた。その後、七年戦争（フレンチ・インディアン戦争）の終盤の1758年、フォート・フロンテナックの戦いでこの砦はイギリス軍に滅ぼされた。
アメリカ独立戦争の余波を受け、イギリス側に忠誠を表明した人々がアメリカから難民として解放されてきた受け入れ地として、18世紀末までにキングストンは成長した。1812年の米英戦争では、キングストンはイギリス海軍五大湖艦隊オンタリオ湖分艦隊の基地となり、オンタリオ湖の制海権を巡ってアメリカ海軍と争った。戦後はリドー運河の起点を守るため、特徴のある円形砲台を含む「フォートヘンリー（Fort henry）」を建造。これは現在でも観光で訪問できる。
1832年、リドー運河の完成後は運河のオンタリオ湖側起点として、軍事上、経済上の重要地点となる。1838年に町制施行され、アッパー・カナダでは最大の町となる。1846年には市制施行された。
キングストンはカナダの首都候補の一つであった。1841年から1844年の間、短期間であったが、実際にカナダの首都であった。1841年6月13日には最初のカナダ議会が開催された。初代首相のジョン・A・マクドナルドの出身地でもあった。その後カナダにとっての当時の仮想敵国であったアメリカに近すぎるという理由のため、首都機能はオタワに移された。
19世紀後半から20世紀初期には、キングストンは造船及び機関車製造の拠点として発展。それらの重工業はその後次第に消滅し、現在ではクイーンズ大学を初めとする教育機関、軍事関係、その他のサービス業がこの町の中心的産業となった。

## 経済
キングストンの経済は公共部門と産業部門に大きく依存している。主な産業部門はヘルスケア、教育、政府関連（軍事施設及び刑務所を含む）、観光・文化である。製造業と研究開発は過去に比べて縮小している。現在では民間企業が雇用全体の約半数を占めている。キングストンの20世紀における主な雇用主であったカナダ蒸気機関車会社は1969年に閉鎖し、元アルキャンと元デュポンの工場についても大幅に縮小している。トロント、オタワ、モントリオール、アメリカ・ニューヨーク州シラキュースからの中間地点である立地から、トラック輸送の物流基地や倉庫が建設されている。

### 概要
現在の大規模な雇用主は下記の通り。
- クイーンズ大学 9,352
- カナダ軍キングストン基地 8,500
- キングストン健康科学センター 5,953
- ライムストーン教育委員会（Limestone District School Board） 3,400
- カナダ更生サービス（Correctional Services of Canada） 2,500
- プロビデンス・ケア（Providence Care） 1,700
- キングストン市 1,550
- セントローレンス・カレッジ 875
- インヴィスタ・カナダ（Invista Canada、元デュポン) 700
- エンパイヤ生命 674
- オンタリオ州健康省（Ontario Ministry of Health） 530
- J.E.アニュー・フードサービス 450
- ケイリアン・テクノロジーズ 363
- ノヴェリス（Novelis）（元アルキャン）285
- ティム・ホートンズ物流センター 280
- コミッショナリーズ・カナダ 255
- キャンコイル・サーマル 200
- アシュラント（Assurant） 180
- カナダ・ロイヤル・ミルク 165
- ハーコン・インダストリーズ 160
- デュポン・カナダR&Dセンター 150

### 観光業
カナダ統計局によると、キングストンの観光産業は市の経済にとってきわめて重要な地位にある。2004年には約3,500の雇用を生み出し健康的に成長している分野である。

### カナダ軍キングストン基地
カナダ軍キングストン基地（CFB Kingston）には、カナダ軍通信電子学院（CFSCE、Canadian Forces School of Communications and Electronics）、軍事通信訓練センターが設置されている。市内中心地の東部に位置し、居住地域（ヴァイミー、Vimy）及び業務地域（マクノートン、MacNaughton）で構成されている。アメリカ合衆国との国境近く、セントローレンス川の五大湖からの流源という戦略的な場所にある。フォート・フロンテナック（フロンテナック砦）として1673年に設置されて以来、大変重要な軍事拠点とされている。1876年にカナダ王立軍事大学（Royal Military College of Canada）が設置され、キングストンの戦略的な位置づけがさらに強化された。マクノートン地域には広い森が広がっており、その一部に基地随一の余暇施設、ギャリソン・ゴルフ&カーリング・クラブもある。

### カナダ更生局
キングストンにはカナダ最大の連邦更生施設が集中している。キングストン周辺の9施設のうち、7施設が市内に位置する。
- キングストン刑務所（Kingston Penitentiary）：最重警備施設
- 地域更生センター（Regional Treatment Centre）：キングストン刑務所と隣接する多重警備施設
- ジョイスヴィル矯正施設（Joyceville Institution）：中度警備施設
- ピッツバーグ矯正施設（Pittsburgh Institution）：ジョイスヴィル矯正施設と隣接する最低警備施設
- コリンズ・ベイ矯正施設（Collins Bay Institution）：中度警備施設
- フロンテナック矯正施設（Frontenac Institution）：コリンズ・ベイ矯正施設と隣接する最低警備施設
- イザベル・マクニール施設（Isabel McNeil House）：最低警備施設。女子受刑者用の移行施設

ミルヘイヴン矯正施設（Millhaven Institution、最重警備）とバス矯正施設（Bath Institution、最低警備）は近隣のバス村（Bath）に位置する。
2000年まではカナダ唯一の女子刑務所「P4W（Prison for Women）」もキングストンにあった。1995年にルイーズ・アーバー（Louise Arbour）が「キングストン女子刑務所での事件調査委員会」（Commission of Inquiry into Certain Events at the Prison for Women in Kingston）の委員長に任命され、発表された報告書の結果、2000年に閉鎖となった。

## 観光
米英戦争やカナダの連邦政府創設などの、カナダ草創期の歴史をしのぶさまざまな史跡及び観光名所が点在する。
- キングストン市庁舎（Kingston City Hall）：特徴のあるドーム型屋根の建物。夏期には朝市が行われる。国定史跡。
- フォート・ヘンリー（Fort Henry）：衛兵の交代や、様々な衛兵の訓練風景が見られる。国定史跡。
- サウザンドアイランド・クルーズの起点
- ベルビュー・ハウス：国定史跡。

## 教育

### 大学
- クイーンズ大学 （Queen's University at Kingston）
- カナダ王立軍事大学（Royal Military College of Canada）
- セント・ローレンス・カレッジ（St. Lawrence College）

## 交通

### 市内交通
- キングストン・トランジット （Kingston Transit）：キングストンの交通局で市バスの運行・管理を行っている。

### 高速道路
- オンタリオ州高速道路：モントリオール、トロントを結ぶオンタリオ・ハイウェイ401号線が走っている。

### 運河
- リドー運河 （Rideau Canal）

### 空港
- キングストン・ノーマン・ロジャース空港 （Kingston/Norman Rogers Airport、IATA空港コード：YGK）：2020年6月にエア・カナダがトロント - キングストン便の運航を停止[4]、その後も2022年にモントリオール便に就航したパスカン航空も2023年に運航停止[5]。現在は定期旅客便はない。

### フェリー
- ウルフ島フェリー：オンタリオ湖に浮かぶウルフ島（Wolfe Island）までの無料のフェリーが出ている。
- ホーンズ・フェリー：ウルフ島から対岸のアメリカ合衆国側を結ぶホーンズ・フェリー（Horne's Ferry）が出ている（有料）[6]。

### 鉄道
- カナディアン・ナショナル鉄道の旅客部門を引き継いだVIA鉄道のケベックシティー・ウィンザー回廊線がキングストンに停車する。駅は郊外にあるキングストン駅。カナダで6番目に利用者の多い駅となっている。

### 都市間交通
- 中長距離を結ぶ交通機関のオルタナティブとして、長距離バスではメガバス（コーチカナダ）、フリックスバスなどのネットワークがキングストンとトロント、オタワ、モントリオール、ミシサガ、ハミルトン、ブロックビルなどを結んでいる。グレイハウンドはすでに運行終了となっている。